# عبدالرضا هلالی
عبدالرضا هلالی (زادهٔ ۱۲ آبان ۱۳۶۰) مداح ایرانی است. که غالباً در حسینیه هیئت الرضاتهران هیئت برگزار می‌کند

## زندگی شخصی
عبدالرضا هلالی متولد ۱۲ آبان ۱۳۶۰ در آبادان  است، هنرستان رشته نقشه‌کشی ساختمان خوانده‌است و دو ترم نیز در دانشگاه حقوق قضایی خواند ولی در نهایت انصراف داد و کلا تحصیل را رها کرد.

## حواشی

### تعطیلی و آغاز کار دوباره هیئت الرضا محفل بسیجیان و رهروان شهداء
هر ساله، به دلیل استقبال از هیئت‌های هلالی در ماه محرم، او این هیئت را به جای میدان خراسان در سالن کشتی شهدای هفتم تیر برپا کرده‌است. هیئت الرضا در پی دستگیری هلالی در محرم ۱۳۹۶ تعطیل شد.

### انتخابات ریاست جمهوری ۱۳۹۶
در انتخابات ریاست جمهوری سال ۱۳۹۶ هلالی ابتدا از محمدباقر قالیباف و پس از کناره‌گیری او از سید ابراهیم رئیسی حمایت کرد.

## دستگیری‌ها و اتهام جاسوسی
در سال ۱۳۸۵ فیلمی که هلالی را در حال قلیان کشیدن در کنار یک زن با آستین رکابی نشان می‌داد، منتشر شد.هلالی پس از انتشار این فیلم دستگیر شد و مدتی از مداحی خودداری کرد. هلالی این زن را همسرش عنوان کرد.
هلالی در تابستان ۱۳۹۶ به همراه روح‌الله بهمنی بازداشت شد. در اینترنت منتشر شد که اتهام آن‌ها «ارتباط با یک زن کارمند سفارت فرانسه» و همچنین «جاسوسی برای اسرائیل» بوده ولی غلامحسین محسنی اژه‌ای، معاون اول وقت قوه قضاییه در یکشنبه ۸ مرداد از جزئیات پرونده آنان اعلام بی‌اطلاعی و اظهار کرد که «او طرفداران زیادی دارد و سبک خواندنش ملایم و همراه با سوز، و نیز مورد پسند مداحان دیگر است.»

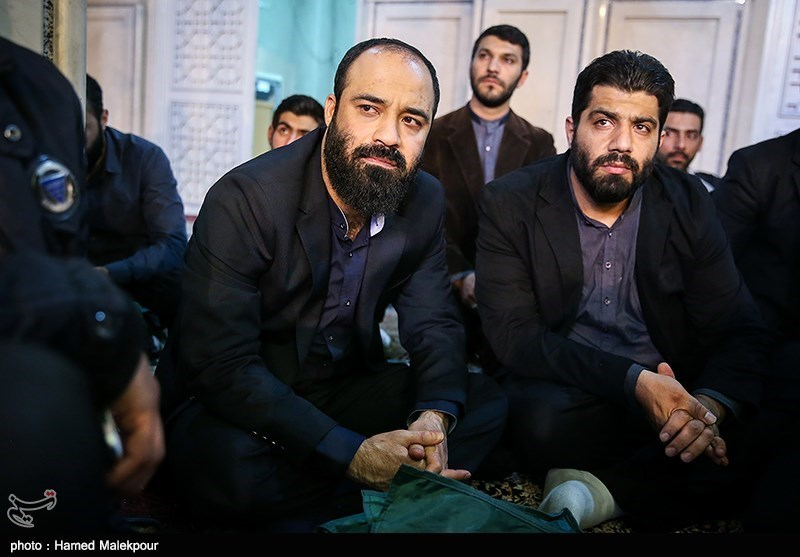

عبدالرضا هلالی از ایام فاطمیه ۱۳۹۷ شروع به مدیحه‌سرایی در مجالس عمومی کرد و جلسات هفتگی هیئت او در حسینیه مهدیون تهران برقرار شد.

## آثار
- رفیقم حسین، به همراه حامد زمانی[۱۱]
- ای شاه حریم غصه و غم_محرم۱۳۸۶
- یه عالمه گریه به روضه بدهکارم
- یه دیوونه که حالشو خدا میدونه
- به علی دلبستم عشقو فهمیدم
- ماه روی نیزه‌ها